# Sepulcro de Don Diego de Guevara, Arcediano de Campos
El sepulcro de Don Diego de Guevara, Arcediano de Campos es un monumento funerario fechado en 1509, obra del maestro Alejo de Vahía. Ubicado en la Catedral de San Antolín de Palencia, aparece situado en la nave de la epístola, en la pared de la capilla mayor, frente a la sacristía.
Al igual que en el sepulcro de Don Francisco Núñez, la primera atribución que se le da a la obra es la que hace Wattenberg al Maestro de Santa Cruz, y también está incluida en la obra que realiza Ara Gil sobre Alejo de Vahía, 1974.

## Descripción
Aunque es de fecha más tardía no se advierten en él detalles renacentistas como en el del abad de Husillos. El nicho se abre en arco lobulado, cobijado por otro conopial. La figura yacente, tallada en un bloque independiente, no está tan sólidamente fusionada al nicho como la anterior. La cabeza del difunto reposa sobre dos almohadas, viste ropas de clérigo y bonete, y sostiene un libro sobre el pecho. Los rasgos del rostro son igualmente convencionales. En el borde superior del frontal figura la siguiente inscripción: EN ESTA SEPULTURA ESTA DON DIEGO DE GUEVARA ARNO DE CAMPOS QUE GLORIA AYA. FALLECIO DIA DE SAN ANTONIO AÑO DE MDIX. Los datos de la inscripción se comprueban por las noticias del libro de Asientos Capitulares en el que se registra la fecha de su muerte el 17 de enero de 1509, y la solicitud de sepultura para la cual había entregado a la iglesia la cantidad de 30.000 maravedís, cantidad que también había pagado el abad de Husillos por la suya.

## Galería de imágenes

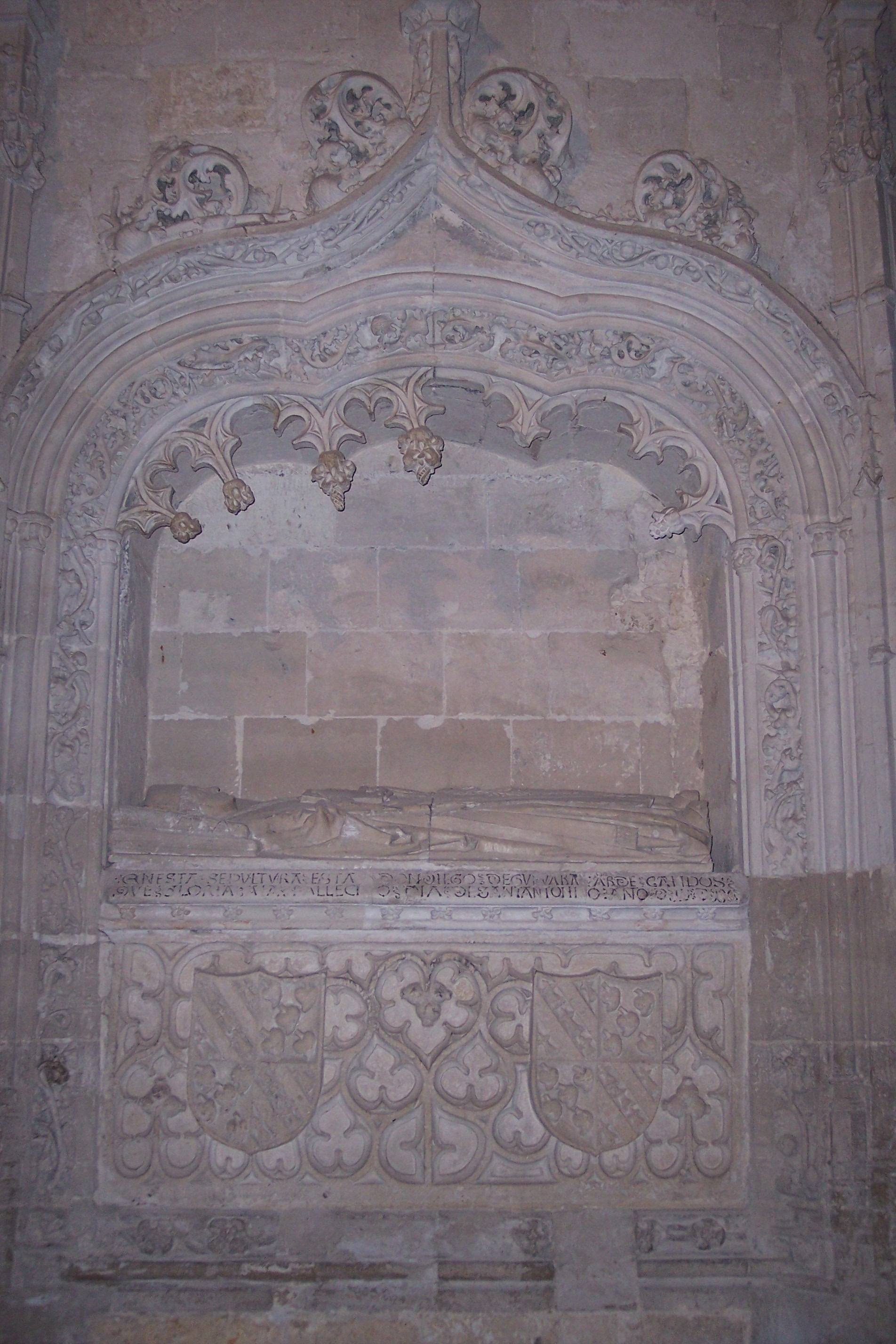
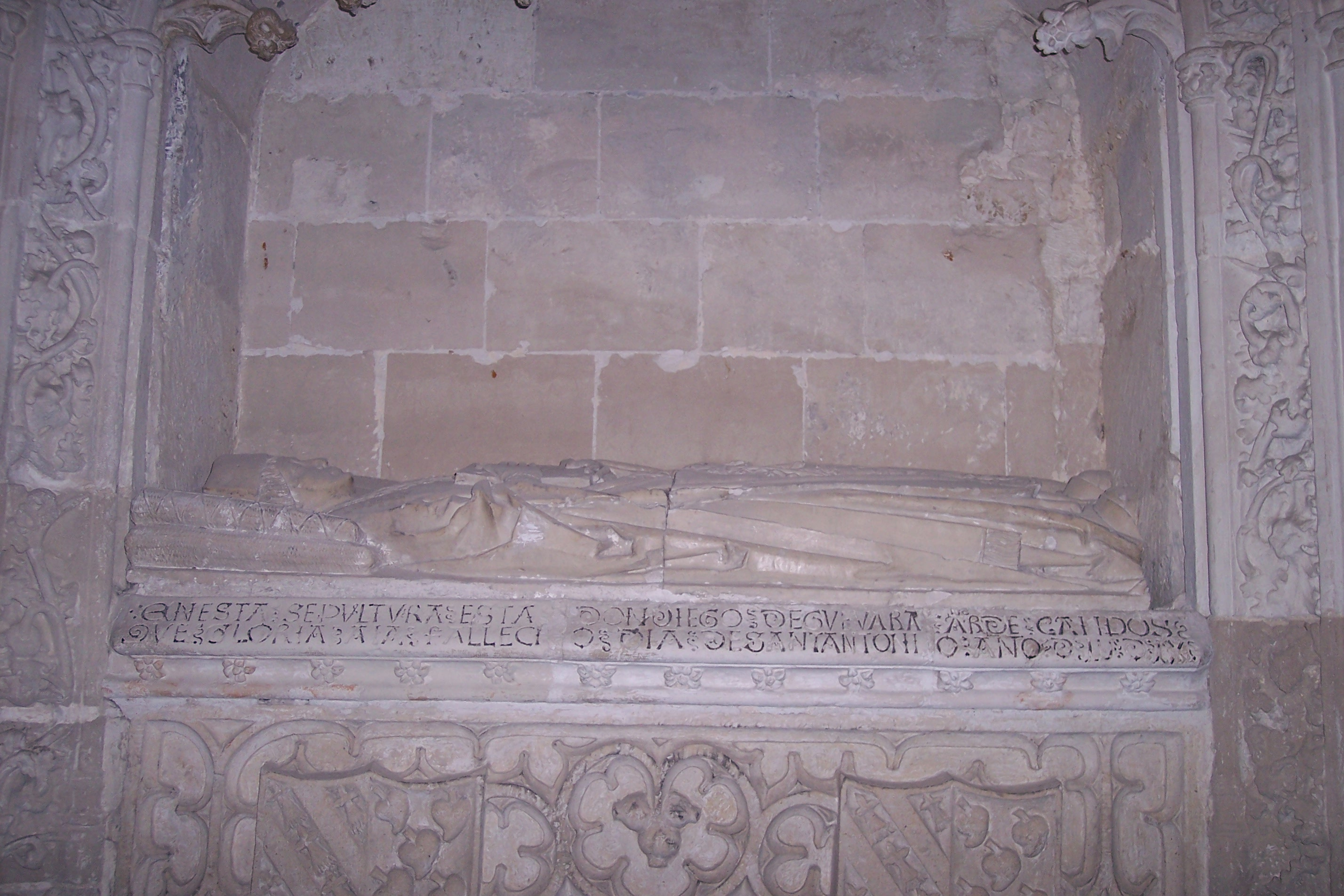